# Eye Green
Eye Green – wieś w Anglii, w hrabstwie ceremonialnym Cambridgeshire, w dystrykcie (unitary authority) Peterborough. Leży 51 km na północny zachód od miasta Cambridge i 124 km na północ od Londynu.